# Uwe Fecht
Uwe Fecht (* 21. Juni 1959; † 4. Oktober 2017 in Köln) war ein deutscher Fußballspieler und -trainer. Für den MSV Duisburg bestritt er 77 Partien in der 2. Fußball-Bundesliga.

## Spielerkarriere
Fecht rückte 1982 nach dem erstmaligen Abstieg des MSV Duisburg in dessen Kader auf. Beim Auftaktspiel gegen den FSV Frankfurt am 7. August 1982 stand der Abwehrspieler direkt in der Startelf und kam somit zu seinem Profidebüt in der 2. Bundesliga. Anschließend wurde er regelmäßig aufgeboten, konnte sich allerdings nicht als Stammspieler etablieren. Am Ende der Spielzeit 1983/84 belegte er mit seiner Mannschaft den dritten Tabellenrang, was die Relegation gegen Eintracht Frankfurt um den Aufstieg in die Bundesliga bedeutete. Bei der 0:5-Niederlage im Hinspiel gehörte er der Startelf an, wurde beim Stand von 0:2 jedoch ausgewechselt. Die Rückbegegnung endete mit 1:1, so dass Duisburg in der Summe beider Qualifikationsspiele klar unterlag.
Danach wechselte Fecht im Sommer 1984 zum VfL Rhede in die drittklassige Oberliga Nordrhein. Mit seinen zuvor aufgestiegenen Teamkameraden erreichte er am Ende der Saison 1984/85 den Klassenerhalt und kehrte daraufhin zum MSV Duisburg zurück. Bei diesem stand er anschließend meistens in der Startelf, konnte 1986 den Abstieg in die Oberliga Nordrhein allerdings nicht abwenden. Er blieb dem Verein danach treu, doch wurde der angestrebte Wiederaufstieg in der nachfolgenden Spielzeit verpasst. 1987 verließ er den MSV nach insgesamt 77 Zweitligapartien und 27 Oberligaspielen. In beiden Ligen erzielte er jeweils ein Tor für den MSV. Danach wechselte er zum Ligarivalen Wuppertaler SV. Mit diesem wurde er 1990 Oberligameister und nahm ohne Erfolg an der Aufstiegsrunde zur 2. Bundesliga teil.

## Trainerlaufbahn
In der Anfangszeit seiner Arbeit als Trainer arbeitete Fecht im Nachwuchsbereich seines Ex-Klubs Wuppertaler SV und trainierte zudem die Amateurvereine VfB Schwelm, SV Hohenlimburg sowie 2006 in der Saisonvorbereitung den Bezirksligisten TuS Ennepetal. Ab 2006 war er unter anderem im Scoutingbereich für Borussia Mönchengladbach tätig. Im Jahr 2008 wurde er bei einem weiteren früheren Arbeitgeber eingestellt, als er die zweite Mannschaft des MSV Duisburg, die damals in der NRW-Liga spielte, übernahm. 2009 wechselte er vereinsintern seine Position und wurde zum Trainer des U-19-Juniorenteams, was er bis 2011 blieb. Zur Spielzeit 2012/13 übernahm er erneut die nun in der Oberliga spielenden Ennepetaler und arbeitete dann als Scout für die zweite Mannschaft des FC Schalke 04. Zur Spielzeit 2014 stellte ihn der Viertligist KFC Uerdingen 05 als Co-Trainer und Nachwuchskoordinator ein. Am Ende der Saison stieg der Verein in die Fünftklassigkeit ab, weswegen das Trainerteam kurz vor Ende der Spielzeit entlassen wurde. In der Saison 2015/16 war Fecht Co-Trainer des Regionalligisten Alemannia Aachen.
Ab Januar 2017 war Uwe Fecht Co-Trainer der U21 des 1. FC Köln unter Patrick Helmes. Am 19. September 2017 erlitt er auf dem Trainingsgelände einen Herzinfarkt und lag die folgenden Wochen auf der Intensivstation. Am 4. Oktober 2017 verstarb er mit 58 Jahren an den Folgen des Infarkts im Universitätsklinikum Köln.